# Deporte en Europa
El deporte en Europa tiende a estar altamente organizado con muchos deportes que tienen ligas profesionales. Los orígenes de muchos de los deportes más populares del mundo hoy se encuentran en la codificación de muchos juegos tradicionales, especialmente en Gran Bretaña. Sin embargo, una característica paradójica del deporte europeo es la notable medida en que las variaciones locales, regionales y nacionales continúan existiendo, e incluso en algunos casos, predominan.

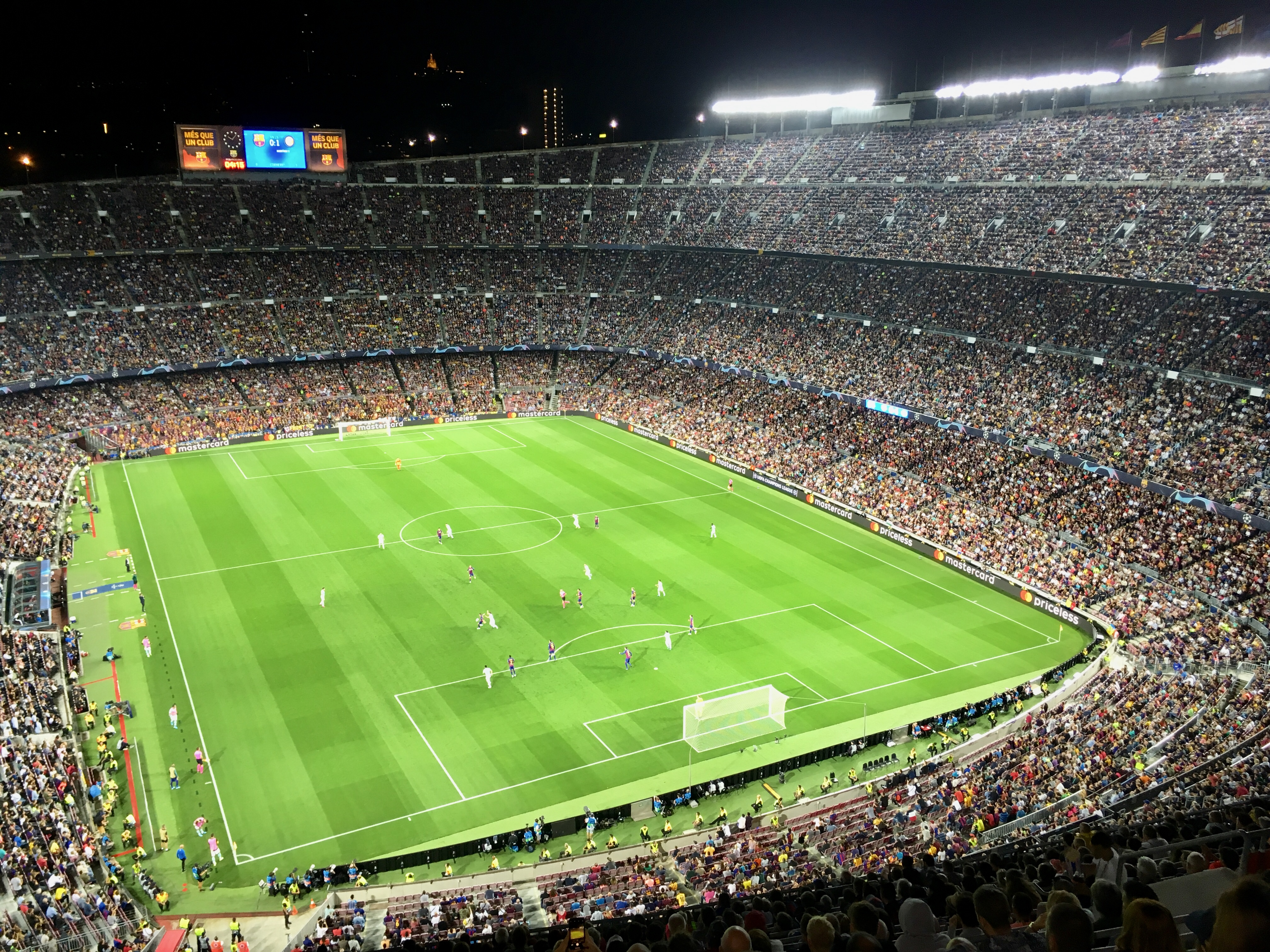
Los espectadores deportivos son populares en toda Europa. (Estadio Camp Nou de Barcelona, el más grande de Europa)

## Deportes de equipo

### Asociación de Futbol

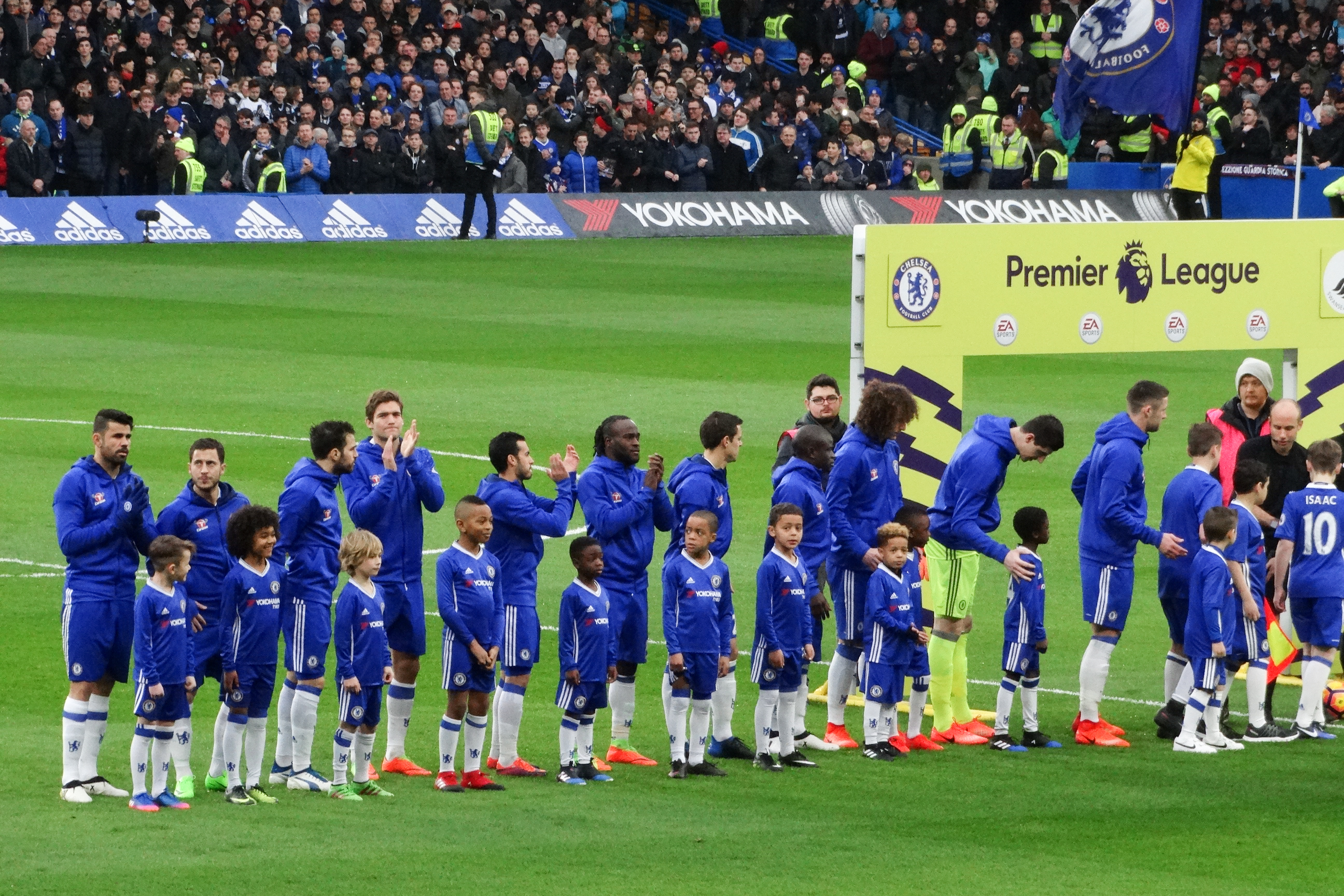
Liga Premier

El fútbol es el deporte más popular en casi todos los países de Europa. Los equipos nacionales europeos han ganado 12 de las 21 ediciones de la Copa Mundial de la FIFA. La UEFA, el organismo rector del fútbol europeo, ha acogido el Campeonato Europeo de la UEFA desde 1960 y el Campeonato Femenino de la UEFA desde 1984.
Las ligas de fútbol más populares y exitosas son la La Liga, la Premier League inglesa, la Serie A italiana, la Bundesliga alemana y la Ligue 1 francesa. Otras ligas principales de fútbol en el continente son la Primeira Liga portuguesa, la Premier League rusa, el Super Lig turca y Eredivisie de los Países Bajos. Los mejores clubes de cada liga juegan la UEFA Champions League, mientras que los clubes de menor rango compiten en la UEFA Europa League.

### Cricket

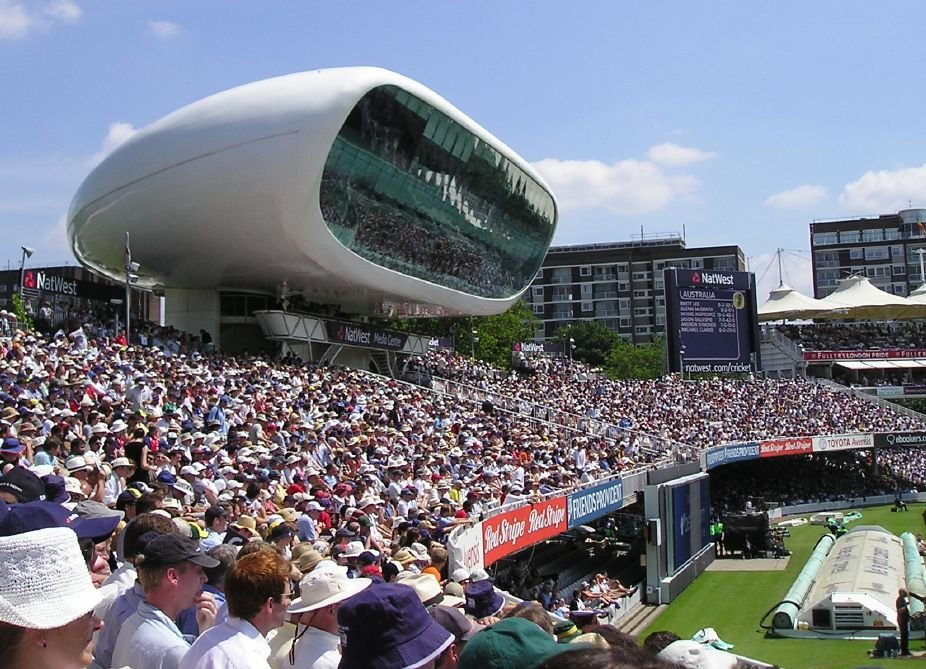
Lord's Cricket Ground es conocido como el "Hogar del Cricket".

El cricket es un deporte de verano popular en el Reino Unido y se ha exportado a otras partes del antiguo Imperio Británico. Cricket tiene sus orígenes en el sureste de Gran Bretaña. Es popular en Inglaterra y Gales, y partes de los Países Bajos. Cricket también es popular en otras áreas y también se juega en el noroeste de Europa. Sin embargo, es muy popular en todo el mundo, especialmente en el sur de África, Australia, Nueva Zelanda y el subcontinente indio.
El equipo de cricket de Inglaterra y el equipo de cricket de Irlanda son los únicos equipos europeos con el estado de prueba. El principal rival de Inglaterra es Australia, y juegan entre sí en la serie The Ashes. Inglaterra ganó la Copa Mundial de Cricket en 2019 y el ICC World Twenty20 en 2010. Irlanda recibió recientemente el estado de Prueba en 2017.
Hay un aumento constante en la popularidad de Cricket debido a la gran inversión en juegos nacionales T20 y torneos basados en franquicias como Euro T20 Slam, que se jugarán entre equipos de Irlanda, Escocia y Países Bajos.

### Sindicato de rugby

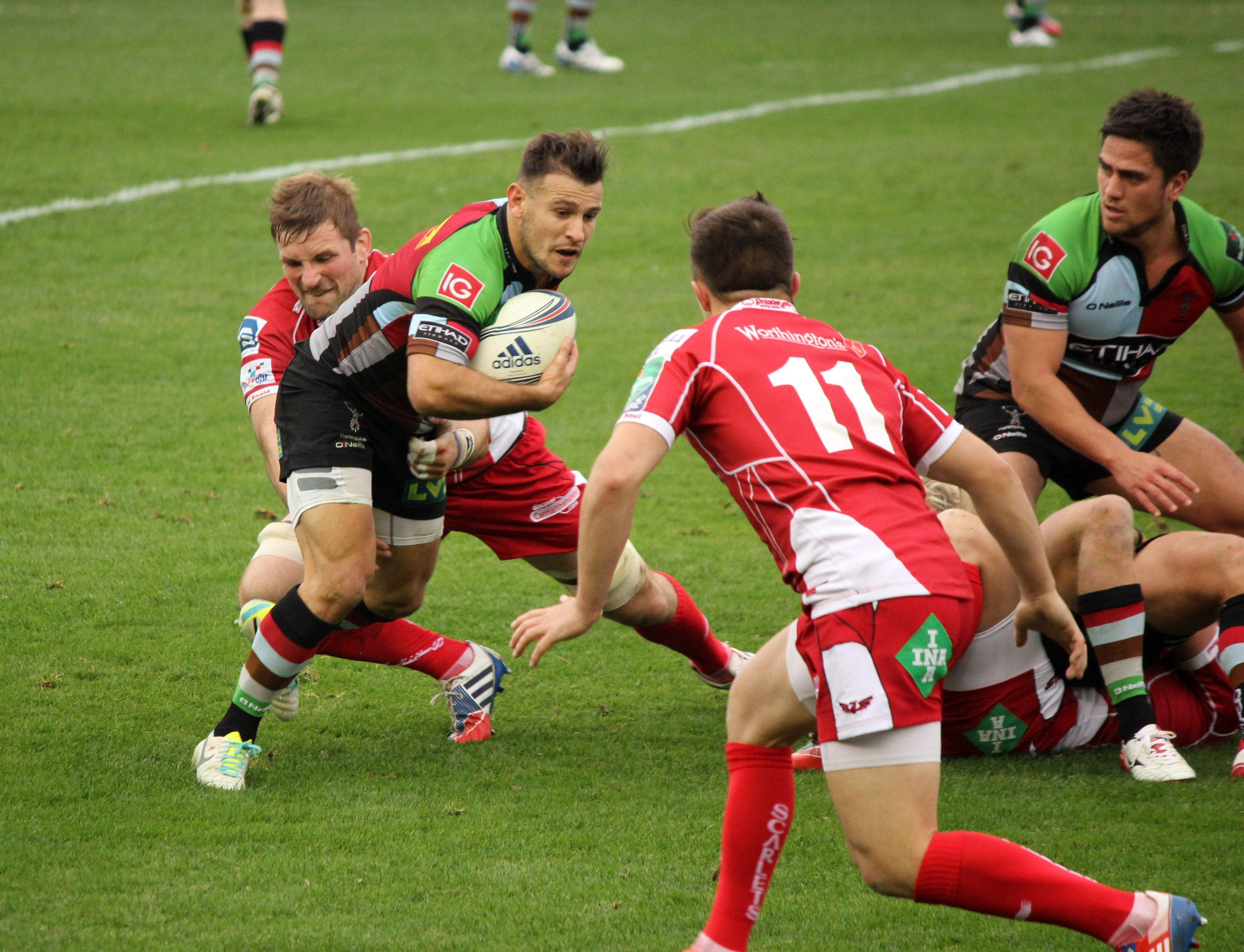
Copa Europea de Rugby

La unión de rugby es popular en el sur de Francia, el sur de Inglaterra, Gales, Escocia, Irlanda y el norte de Italia. Aunque el juego se juega de manera competitiva en Alemania, Rusia, Rumania y Georgia, no está en un nivel completamente profesional.
La principal competencia de Europa para los equipos nacionales es el Campeonato de las Seis Naciones, celebrado por primera vez en 1883 como el Campeonato de las Naciones Nacionales. Los otros equipos nacionales europeos juegan en el Campeonato Internacional de Rugby Europa. Los equipos nacionales de Inglaterra son el único equipo europeo que ha ganado la Copa Mundial de Rugby, mientras que Francia fue subcampeona tres veces y Gales llegó a las semifinales una vez.
Las tres principales competiciones nacionales de rugby son la Premier League (Inglaterra) totalmente profesional, Top 14 (Francia) y Pro14 (Irlanda, Escocia, Gales, Italia y Sudáfrica). La European Rugby Champions Cup es el principal campeonato continental, con clubes clasificatorios de las tres competiciones profesionales.

### Liga de Rugby
La liga de rugby es popular en el norte de Inglaterra, donde el deporte se formó en 1895. El juego también es popular en el sur de Francia.
La selección de Gran Bretaña jugó por primera vez en 1908 y entró en la Copa del Mundo hasta 1992 y en las Tres Naciones hasta 2006. Inglaterra, Escocia y Gales han jugado de forma independiente desde entonces. Gran Bretaña ha ganado la Copa del Mundo tres veces, mientras que Francia ha sido subcampeona dos veces.
Los clubes de Inglaterra y Francia compiten en la única liga totalmente profesional, la Super League, así como en la competencia Challenge Cup.
Además de esto, el juego también se juega semiprofesionalmente y a nivel amateur en Rusia, Serbia, Italia, Gales, Escocia e Irlanda.

### Hockey sobre hielo

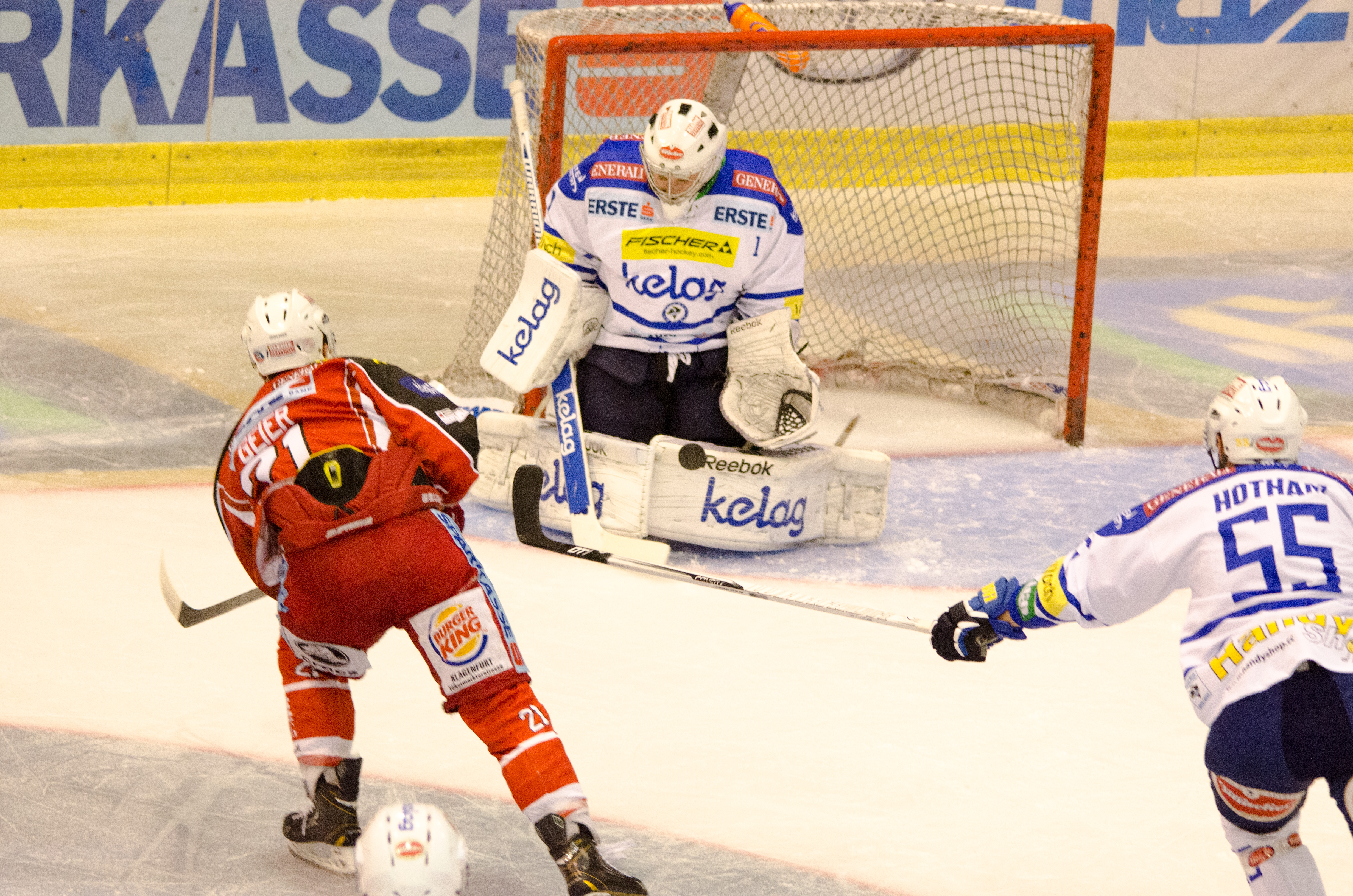
Liga de hockey austriaca

El hockey sobre hielo es muy popular a nivel profesional y aficionado en la República Checa, Eslovaquia, Rusia, Noruega, Suecia, Finlandia, Letonia y el norte de Europa central, donde rivaliza en popularidad con el fútbol. También es popular a nivel profesional en Alemania, Austria, Suiza, la mayor parte de Europa occidental y partes de la ex URSS y Yugoslavia.
La Liga de Hockey Kontinental se originó en Rusia, pero actualmente cuenta con equipos de otros ocho países. La Liga Austríaca de Hockey, la Extraliga Checa, la Liga Deutsche Eishockey, SM-Liiga, la Liga Nacional A y la Liga Sueca de Hockey son otras ligas profesionales, cuyos mejores equipos se enfrentan en la Liga de Campeones Hockey.
El Campeonato Europeo de Hockey sobre hielo para equipos nacionales se jugó desde 1910 hasta 1932. Los equipos nacionales actualmente juegan el Campeonato Mundial de Hockey sobre hielo, donde Rusia / Unión Soviética han reclamado un total combinado de 27 títulos, la República Checa / Checoslovaquia 12 y Suecia 11.

### Baloncesto

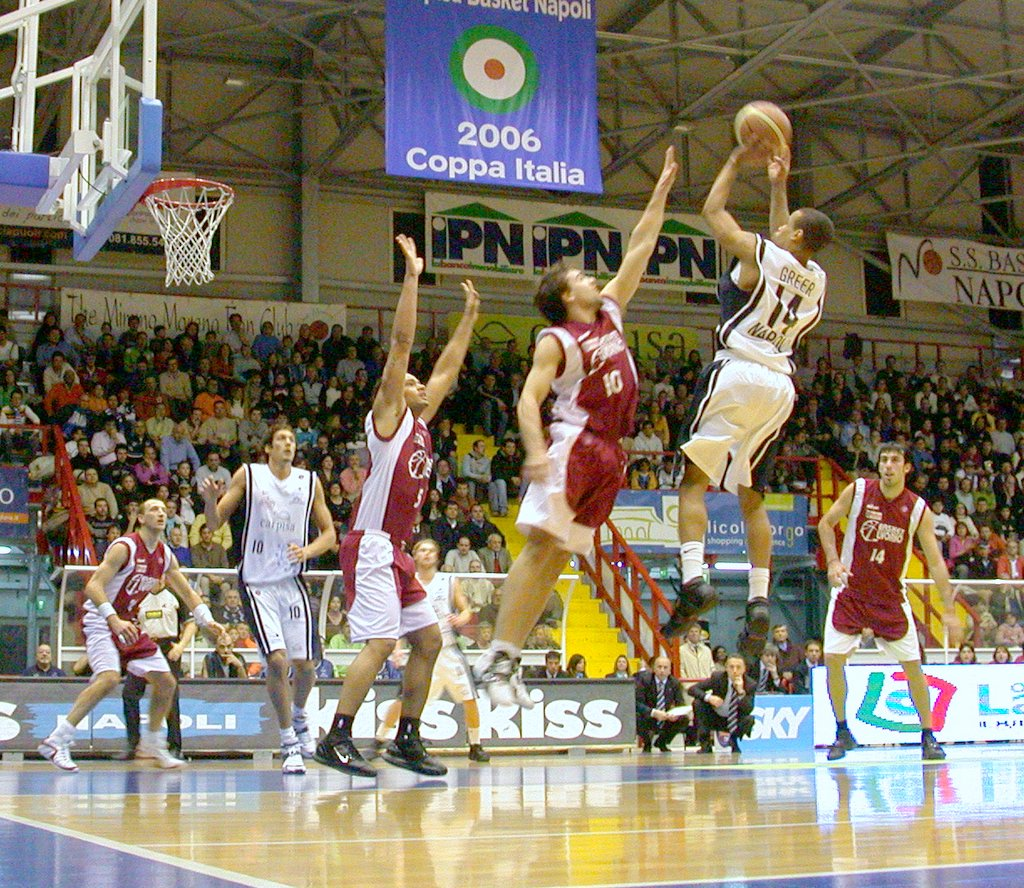
Copa de baloncesto italiana

El baloncesto se originó en Estados Unidos. Fue inventado por James Naismith en Massachusetts. En Europa, el baloncesto es el segundo deporte de equipo más popular en muchos países, incluidos Grecia, Serbia y España. En Lituania es el deporte nacional.
El EuroBasket es la principal competencia europea de baloncesto para equipos nacionales masculinos, celebrada por primera vez en 1935. La Unión Soviética y Yugoslavia han ganado la mayor cantidad de títulos, con España reclamando tres campeonatos desde finales de la década de 2000.
La EuroLeague es la competición de baloncesto de clubes más importante de Europa. Fue fundada como la Copa de Campeones de Europa FIBA en 1958, pero está organizada por la asociación Euroleague Basketball desde 2000.

### Balonmano
El balonmano se juega profesionalmente en varios países europeos. La Federación Europea de Balonmano organiza competiciones continentales para hombres y mujeres. Los equipos europeos han dominado el Campeonato Mundial de Balonmano Masculino de la IHF y también han ganado la mayoría de las ediciones del Campeonato Mundial de Balonmano Femenino de la IHF. Los equipos masculinos notables incluyen Alemania, Francia, España, Suecia, Dinamarca, Islandia, Eslovenia y Croacia, mientras que Noruega ha dominado los campeonatos femeninos desde la década de 2000.
La Liga de Campeones EHF es la competencia de clubes de balonmano más importante para los equipos masculinos en Europa e involucra a los principales equipos de las principales naciones europeas.

### Vóleibol
Los equipos europeos han ganado la mayoría de las ediciones del Campeonato Mundial de Voleibol Masculino FIVB, liderado por Italia con tres. En el Campeonato Mundial Femenino de Voleibol FIVB, la Unión Soviética ha ganado cinco ediciones, Rusia dos e Italia y Serbia una cada una. La Unión Soviética ha ganado tres medallas de oro para hombres y cuatro medallas de oro para mujeres en los Juegos Olímpicos.
La Confederación Europea de Voleibol se fundó en 1963, pero el Campeonato Europeo de Voleibol Masculino se celebró por primera vez en 1948 y el Campeonato Europeo de Voleibol Femenino en 1949, con la Unión Soviética y Rusia liderando ambos títulos.
La Liga de Campeones CEV se celebra anualmente desde la edición de 1959-60. Los clubes rusos VC CSKA Moscú y VC Zenit-Kazan ganaron 13 y seis ediciones respectivamente, mientras que los clubes italianos Modena Volley y Volley Treviso ganaron cuatro cada uno. La Liga de Campeones Femenina CEV se celebra desde 1960–61. WVC Dynamo Moscow ganó 11 ediciones, Uralochka Ekaterinburg ganó ocho y Volley Bergamo ganó siete.

### Otros deportes
Otros deportes de equipo como el fútbol sala, el hockey sobre césped y el fútbol americano también son populares en algunos países europeos.
Algunas competiciones deportivas cuentan con un equipo europeo que reúne atletas de diferentes países europeos. Estos equipos usan la bandera europea como emblema. La más famosa de estas competiciones es la Ryder Cup en el golf. Otros ejemplos son la Copa Laver en el tenis, la Copa Mosconi en la piscina, la Copa Weber en los bolos, la Copa Continental IAAF en el atletismo y la Copa Continental de Curling.

## Vigentes campeones de Europa
| Deporte              | Hombres   | Hombres                 | Mujer        | Mujer                   |
| Deporte              | Equipo    | Campeonatos             | Equipo       | Campeonatos             |
| -------------------- | --------- | ----------------------- | ------------ | ----------------------- |
| Asociación de Futbol | Portugal  | 2016 (próximo en 2020 ) | Países Bajos | 2017 (próximo en 2021 ) |
| Baloncesto           | Eslovenia | 2017 (próximo en 2021 ) | España       | 2019 (próximo en 2021 ) |
| Balonmano            | España    | 2018 (próximo en 2020 ) | Francia      | 2018 (próximo en 2020 ) |
| Vóleibol             | Serbia    | 2019 (próximo en 2021 ) | Serbia       | 2019 (próximo en 2021 ) |
| Waterpolo            | Serbia    | 2018 (próximo en 2020 ) | Países Bajos | 2018 (próximo en 2020 ) |

## Deportes individuales
El Campeonato Europeo es un nuevo evento multideportivo que reúne cada cuatro años los Campeonatos Europeos existentes de algunos de los deportes más importantes del continente, como Golf, Ciclismo, Atletismo, Acuáticos y Gimnasia. La edición inaugural en 2018 será organizada por las ciudades anfitrionas de Glasgow, Escocia y Berlín, Alemania, entre el 2 y el 12 de agosto.

### Golf

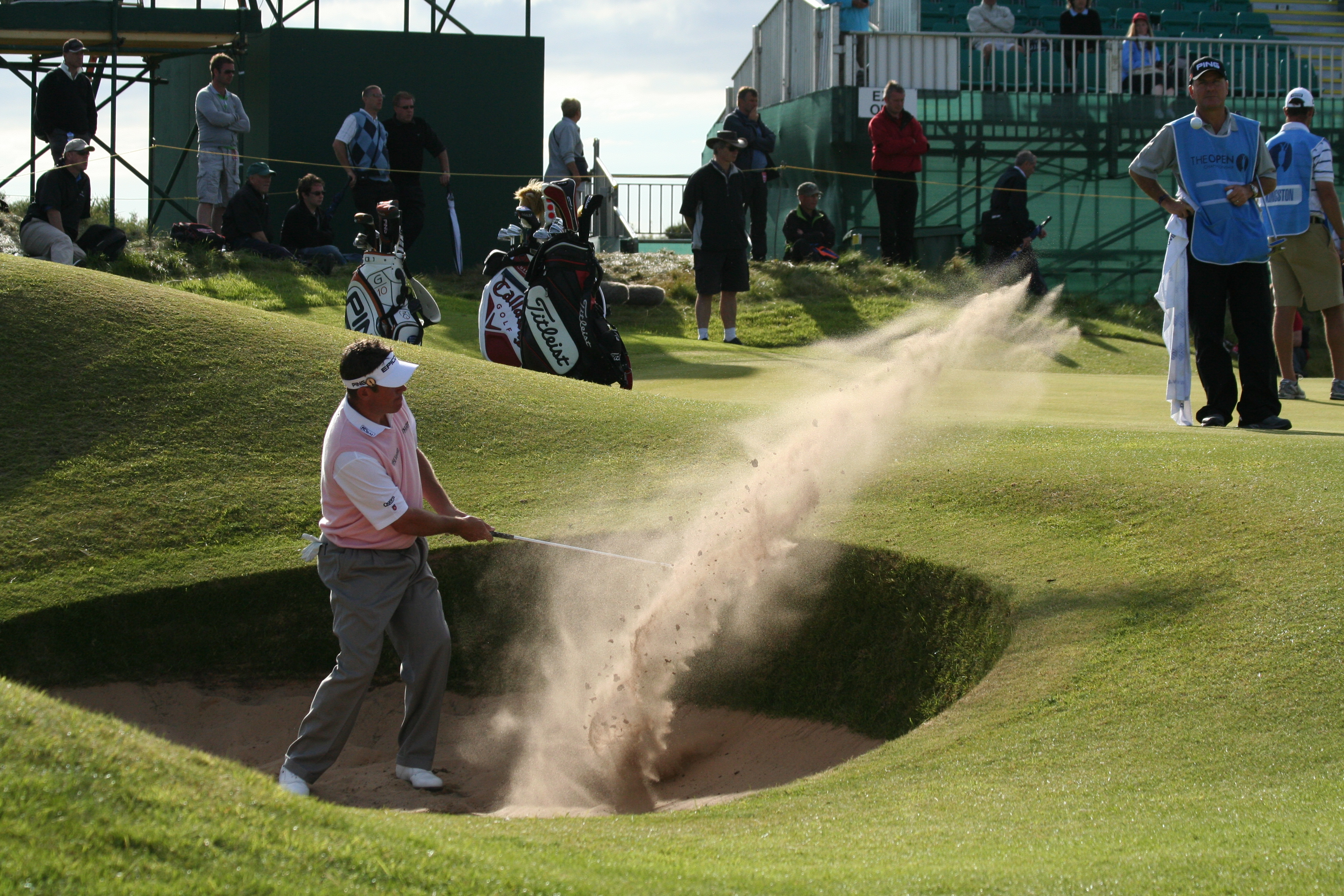
Campeonato Abierto Británico

El Open Championship, también conocido como British Open, es uno de los cuatro principales torneos de golf. Otros torneos notables de golf en Europa incluyen el Campeonato BMW PGA, el Abierto de Escocia, el Abierto de Irlanda, el Abierto de Francia y el Abierto de Italia, que forman parte del European Tour.
Europa compite como un solo equipo en la Ryder Cup y la Solheim Cup contra Estados Unidos, y en el Royal Trophy y la EurAsia Cup contra Asia. Además, el Seve Trophy se jugó entre Gran Bretaña e Irlanda y el equipo de Europa Continental.
Los golfistas masculinos notables incluyen a Nick Faldo, Colin Montgomerie, Rory McIlroy, Pádraig Harrington, Ian Woosnam, Lee Westwood, Henrik Stenson, Bernhard Langer, Martin Kaymer, Seve Ballesteros, José María Olazábal y Miguel Ángel Jiménez.  Las golfistas femeninas notables incluyen a Annika Sörenstam, Laura Davies y Suzann Pettersen.

### Tenis

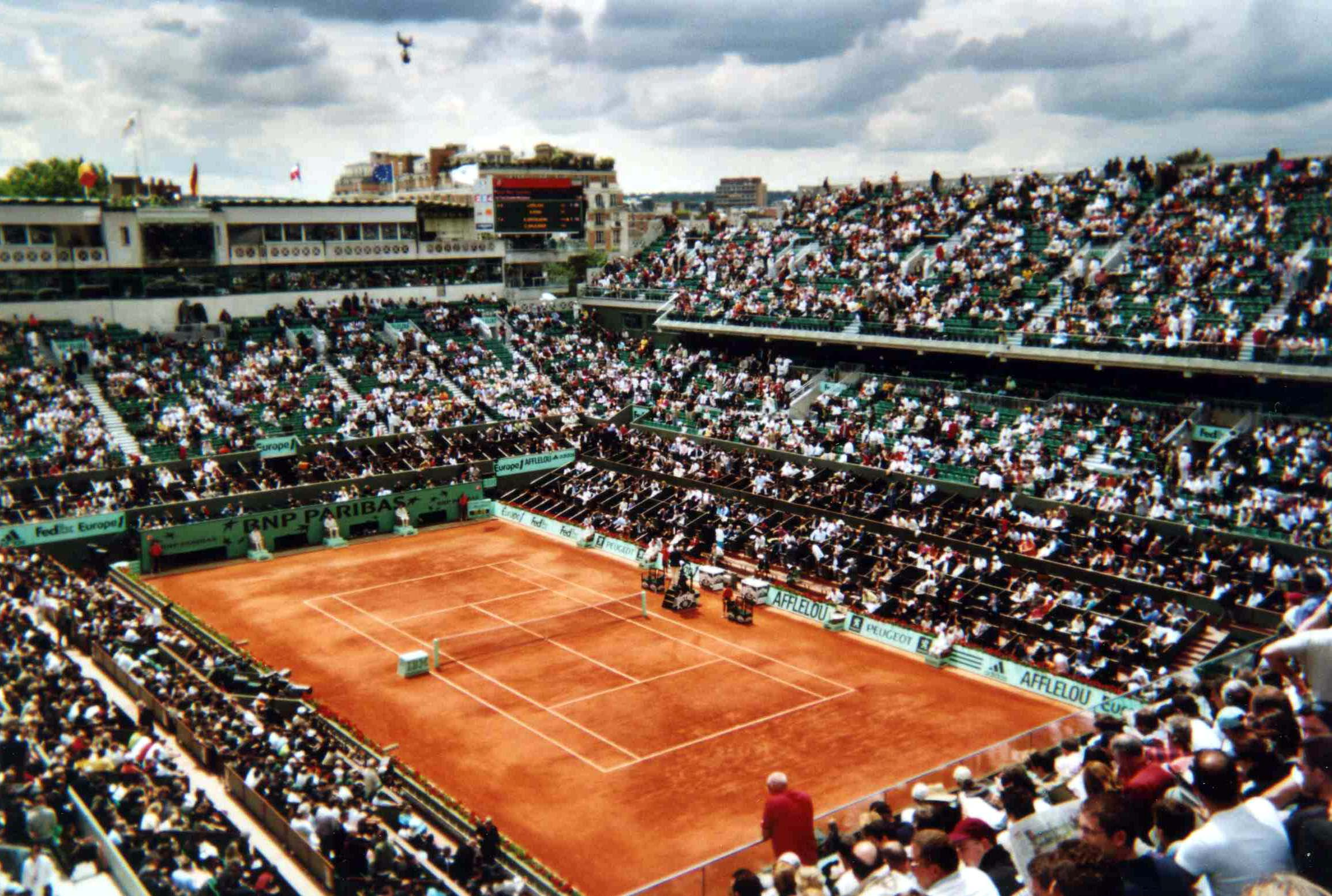
El Abierto de Francia (Roland Garros) en París.

El tenis es popular en la mayor parte de Europa. Aquí se celebran dos de los cuatro eventos de Grand Slam: el Roland Garros en Francia y el Campeonato de Wimbledon en el Reino Unido. Los Masters de Roma, Abierto de Madrid, Abierto de Italia y Masters de París tienen eventos ATP World Tour Masters 1000, mientras que el Open de Madrid y el Open de Italia también son eventos WTA Tour.
Los tenistas masculinos notables incluyen a Novak Djokovic, Roger Federer, Rafael Nadal, Andy Murray, Stefan Edberg, Boris Becker, Ivan Lendl y Björn Borg. Las jugadoras de tenis más destacadas son Steffi Graf, Maria Sharapova, Monica Seles, Justine Henin, Martina Hingis, Serena Williams, Simona Halep, Victoria Azarenka, Caroline Wozniacki, Conchita Martínez y Arantxa Sánchez Vicario.

### Automovilismo

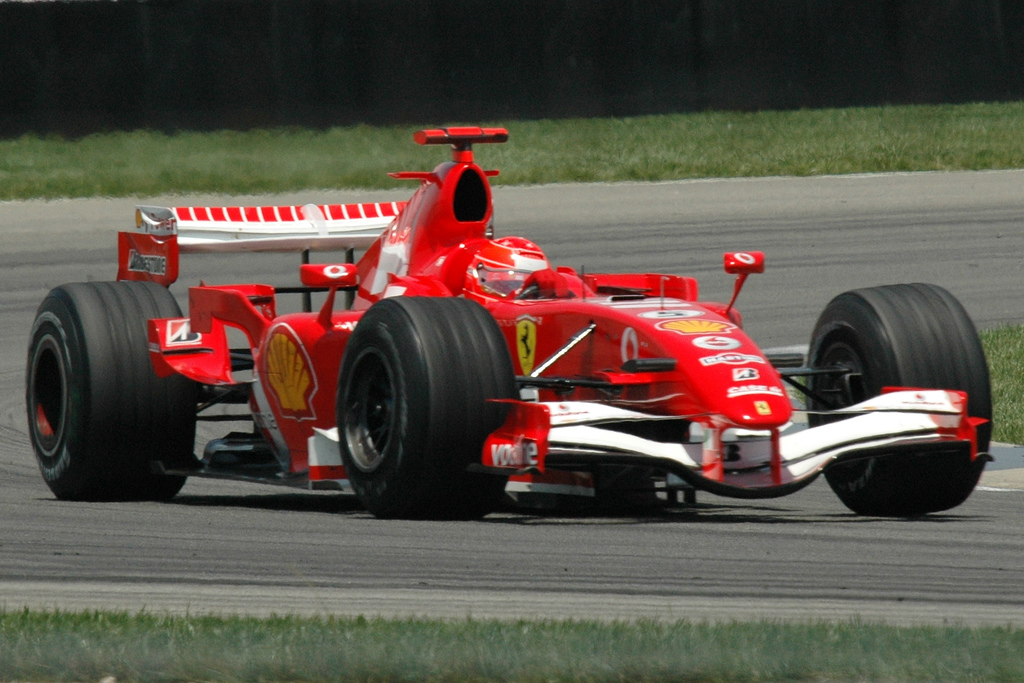
Michael Schumacher ganó siete campeonatos de pilotos de Fórmula 1, cinco de ellos con la Scuderia Ferrari.

Los deportes de motor son populares en casi toda Europa. La Fórmula 1, el Campeonato Mundial de Resistencia de la FIA, el Campeonato Mundial de Turismos, el Campeonato Mundial de Rally y el Campeonato Mundial de Rallycross se celebran principalmente en Europa, y están tradicionalmente dominados por pilotos y equipos europeos. Las carreras automovilísticas notables incluyen el Gran Premio de Mónaco, el Rally de Montecarlo, las 24 horas de Le Mans, las 24 horas de Nürburgring y las 24 horas de spa.
Entre los conductores de autos de carrera destacan Jackie Stewart, Alain Prost, Michael Schumacher, Sebastian Vettel, Lewis Hamilton, Jacky Ickx, Derek Bell, Tom Kristensen y Sébastien Loeb.
Las carreras de motos en carretera son muy populares en Europa, especialmente en el Reino Unido, España e Italia. La mayor parte del Gran Premio de motociclismo se celebra en Europa. Los pilotos italianos Giacomo Agostini y Valentino Rossi son los dos más exitosos de todos los tiempos, con ocho y siete campeonatos mundiales de 500cc / MotoGP, respectivamente. En el Reino Unido, el TT de la Isla de Man y otras carreras por carretera celebradas en vías públicas cerradas son muy populares.
El autódromo también es popular en Polonia, Escandinavia, la República Checa y el Reino Unido.

### Ciclismo

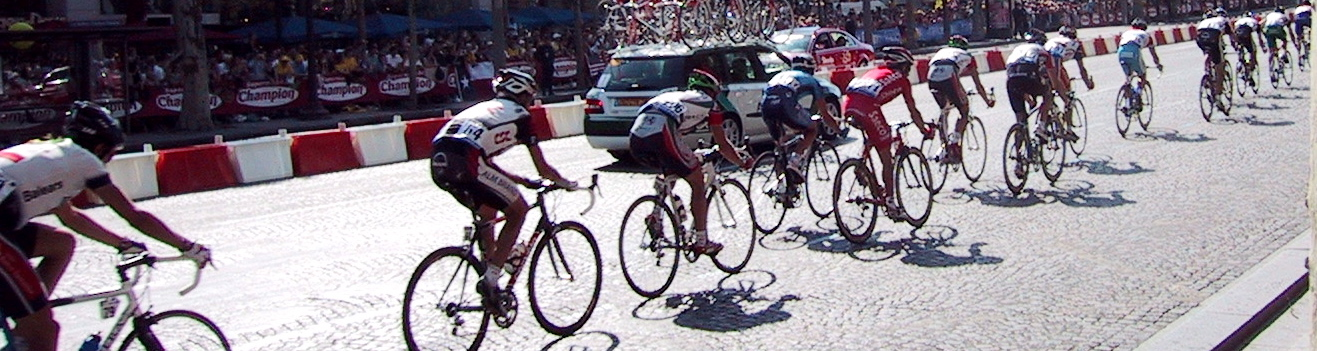
El Tour de Francia 2004 recorre los Campos Elíseos.

El ciclismo de ruta es especialmente popular en Francia, Alemania, España, Dinamarca, Italia, Bélgica y los Países Bajos. Casi todas las carreras del UCI World Tour se llevan a cabo en Europa, incluidos las tres Grandes Vueltas: Tour de Francia, Vuelta a España y Giro d'Italia, así como los cinco Monumentos: Milán-San Remo, Tour de Flandes, París-Roubaix, Lieja – Bastoña – Lieja y Giro di Lombardia.
Notables ciclistas incluyen a Jacques Anquetil, Louison Bobet, Bernard Hinault, Alberto Contador, Miguel Induráin, Eddy Merckx, Gino Bartali, Alfredo Binda, Fausto Coppi, y Felice Gimondi.

### Otros deportes

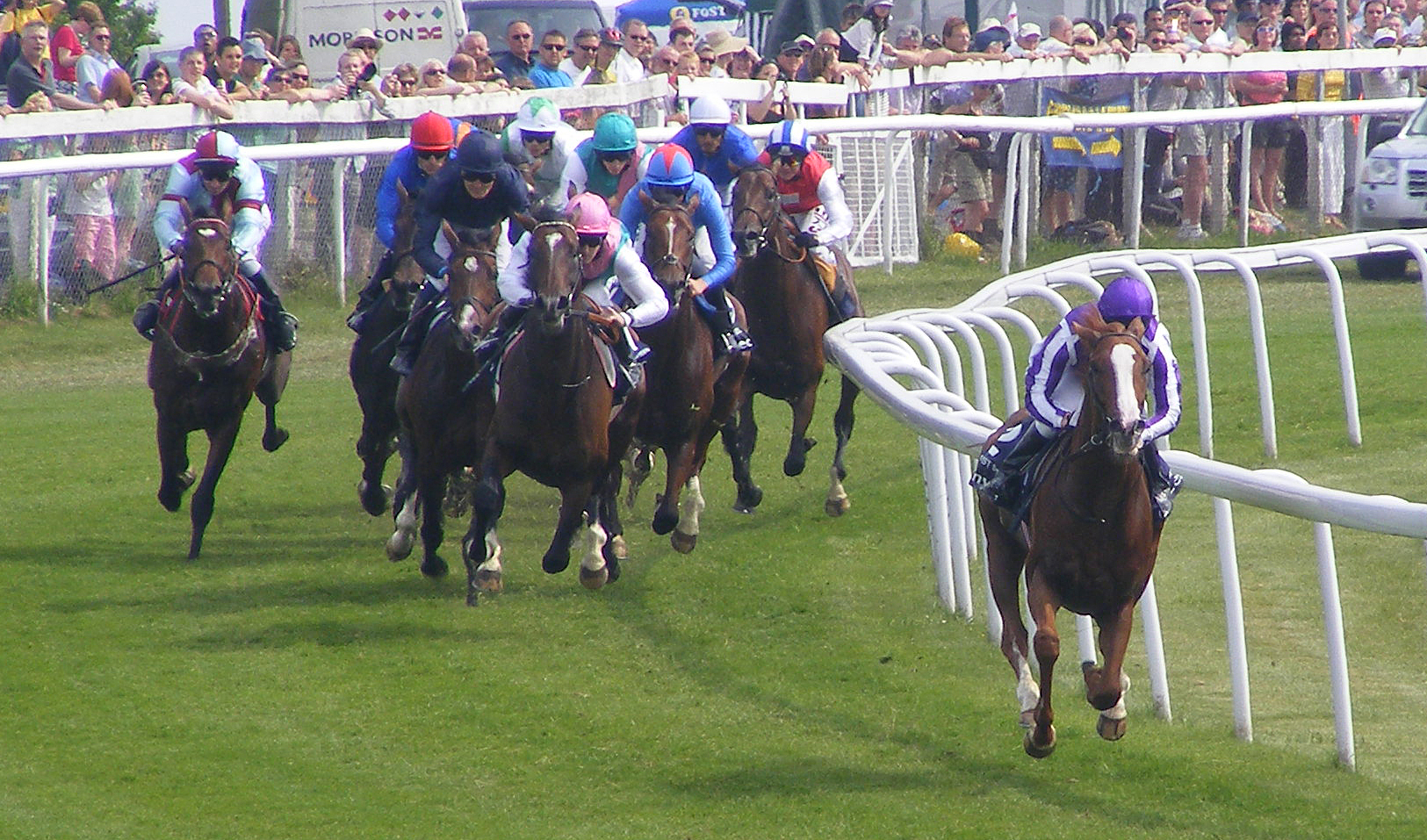
Epsom Derby

Los encuentros de atletismo y deportes acuáticos más prestigiosos y lucrativos se encuentran en Europa. El evento deportivo más prestigioso relacionado con el atletismo es el Campeonato Europeo de Atletismo, donde Mo Farah es el atleta individual más exitoso.
Para aquellas áreas con el clima adecuado, los deportes de invierno también son importantes. En los países escandinavos y alpinos, son populares diversas formas de esquí y snowboard. Los competidores europeos han dominado tradicionalmente en los Juegos Olímpicos de Invierno y el Campeonato Mundial de la Federación Internacional de Esquí.
Las carreras de caballos son muy populares en el Reino Unido y Francia. Los principales eventos son Royal Ascot, Cheltenham Festival, Epsom Derby, Grand National y Prix de l'Arc de Triomphe.
Otros deportes individuales populares incluyen billar, dardos y boxeo.

## Deportes tradicionales
Algunas regiones tienen juegos que son particulares de su hogar, por ejemplo, juegos gaélicos en Irlanda, Calcio storico en Italia, shinty en Escocia, petanca en el sur de Francia, bandy en Rusia y Escandinavia, Pelota vasca en el País Vasco o corridas de toros en España.

## Juegos olímpicos
Europa fue el lugar de nacimiento del Movimiento Olímpico que se ha vuelto tan central en el deporte individual moderno, con el Comité Olímpico Internacional fundado en Suiza en 1894 y Grecia siendo el primer país en celebrar los Primeros Juegos Olímpicos. Europa ha acogido un total de 30 Juegos Olímpicos (16 de verano y 14 de invierno), más que cualquier otra región del mundo.
Durante la Guerra Fría, la Unión Soviética, Alemania Oriental y otros países comunistas tuvieron una feroz rivalidad en los Juegos Olímpicos con los países de Europa Occidental y los Estados Unidos. Los eventos notables incluyen el partido denominado el incidente de baño sangriento en 1956, la Final de baloncesto olímpico masculino de 1972, el Milagro sobre hielo en los Juegos Olímpicos de Invierno de 1980 y los boicots de 1980 y 1984.

## Club sobre franquicia
A diferencia de los principales deportes de equipo en América del Norte, donde se otorgan franquicias a ciudades nominadas, la mayoría de los equipos europeos han crecido a partir de pequeños clubes formados por grupos de individuos antes de crecer rápidamente. Las iglesias, universidades y lugares de trabajo han sido a menudo el lugar de nacimiento más fértil de muchos de los principales clubes deportivos de Europa, particularmente en Gran Bretaña, que en la última parte del siglo XIX abrió el camino en los deportes organizados.
Por lo tanto, los clubes tenían la misma oportunidad de crecer para convertirse en uno de los más fuertes en su deporte particular, lo que ha llevado a una situación en la que muchas grandes ciudades están representadas por múltiples equipos de primera clase en el mismo deporte. En la temporada de fútbol 2016–17, Londres tiene cinco equipos jugando en la Premier League, mientras que Liverpool y Mánchester también tienen doble representación. Otras grandes ciudades europeas como Roma, Milán, Madrid, Atenas, Róterdam y Barcelona tienen múltiples clubes de primera división.